# Verhaltens- und Erlebensinventar
Das Verhaltens- und Erlebensinventar (VEI) ist ein multidimensionaler Selbstbeurteilungsbogen für Erwachsene, der in der klinischen Psychologie und Psychiatrie zur Untersuchung der Persönlichkeitsstruktur verwendet wird. Das VEI liefert Informationen über die Symptomatik von Personen, bei denen die professionelle Abklärung einer vermuteten psychischen Störung angezeigt ist. Das VEI ist die deutschsprachige Adaptation des Personality Assessment Inventory (PAI), von dem es auch spanische, italienische und griechische Versionen gibt.

## Beschreibung
Das PAI wurde 1991 von Leslie Morey erstmals publiziert, 2007 erschien das Handbuch in einer erheblich erweiterten Auflage. Die deutsche Adaptation, das VEI, erschien 2012.  Das Testheft des VEI besteht aus 344 Feststellungen („Items“ genannt, ähnlich wie: „Ich sammele gerne getrocknete Blumen“, „Ich habe viele Feinde“, „Mir ist morgens immer elend“), die auf einer Vier-Punkte-Skala beantwortet werden (falsch – teilweise richtig – überwiegend richtig – völlig richtig). Die Antworten werden in 22 unabhängigen Skalen zusammengefasst und bei der Auswertung mit den Werten der Eichstichprobe verglichen. Gesunde Personen brauchen etwa 40 Minuten für das Ausfüllen des Testhefts, Patienten häufig auch eine Stunde. Die Konstruktion der Skalen des PAI erfolgte überwiegend deduktiv und rational, zur Überprüfung wurden empirische Methoden eingesetzt. Inhaltlich sind die Skalen an die Nomenklatur von ICD-10 und DSM-IV angelehnt. Die linguistische Äquivalenz von VEI und PAI wurde in einer Untersuchung zweisprachiger Personen gezeigt. Das VEI wurde an einer repräsentativen Zufallsstichprobe von 749 Personen im Erwachsenenalter normiert.
Die 22 Skalen des VEI teilen sich auf in 4 Validitätsskalen, 11 klinische Skalen, 5 Behandlungsskalen und 2 interpersonale Skalen. 10 Skalen sind weiter in Subskalen aufgegliedert, insgesamt 31. Die vier Validitätsskalen helfen, die Gültigkeit eines Testprofils einzuschätzen. Inhaltsunabhängiges Antworten, aber auch inhaltliche Verfälschungstendenzen lassen sich mit ihnen erkennen. Die 11 klinischen Skalen und ihre Subskalen konzentrieren sich um Symptome psychischer Störungen im engeren Sinne: Somatische Beschwerden, Angst, Depression, Manie, Paranoia, Schizophrenie, Borderline-Merkmale, antisoziale Verhaltensweisen, Alkohol- und Drogenprobleme. Hier sind viele Kernsymptome psychischer Störungen repräsentiert. Vier weitere Skalen erfassen eher das Umfeld der Behandlung: Aggression, Suizidalität, Stress, Unterstützungsdefizite, Ablehnung der Behandlung. Die beiden interpersonalen Skalen Dominanz und Wärme runden die Persönlichkeitsbeschreibung ab.

## Einsatzbereich
Wie der MMPI ist auch das VEI eher ein Inventar für psychische Störungen als ein allgemeiner Persönlichkeitsfragebogen (wie zum Beispiel der NEO-PI-R). Der Anwendungsschwerpunkt liegt also auf klinisch-psychologischen und psychiatrischen Schwerpunkten einschließlich dem Einsatz bei Gerichtsgutachten. Auch bei Forschungsvorhaben in der Persönlichkeitsforschung werden VEI und PAI häufig eingesetzt. Auf der Webseite des Verlags des PAI gibt es eine umfangreiche Bibliographie zum PAI.

## Anwendung und Auswertung
Angesichts der vielen Skalen und einiger zusätzlich Validitätsindizes ist eine Auswertung per Hand nicht vorgesehen. Das Beantworten der Items kann entweder auf einem Antwortbogen oder direkt am Computer erfolgen. Die Auswertung erfolgt in jedem Fall im Computer, von Hand ausgefüllte Antwortbögen werden entweder per Telefax oder per E-Mail-Anhang an den Auswertungsdienst gesendet. Dort erfolgt die Auswertung und die graphische Aufbereitung der Ergebnisse, auf Wunsch auch deren verbale Interpretation.

## Zuverlässigkeit und Gültigkeit
Das VEI verfügt über gute Zuverlässigkeitswerte. Die interne Konsistenz ist hoch (das Cronbach-Alpha für die klinischen Vollskalen liegt zwischen 0,8 und 0,9). Die Retestreliabilität erreicht über alle Vollskalen hinweg einen medianen Wert von 0,86. Es gibt umfangreiche Daten über die Validität des PAI im amerikanischen Handbuch. Eine Abfrage in PubMed zum Stichwort „Personality Assessment Inventory“ liefert über 300 wissenschaftliche Arbeiten dazu. Für das VEI wurden Validitätsdaten bei Patienten einer psychiatrischen Universitätsklinik erhoben, die im deutschen Handbuch dargestellt sind. Umfangreich sind auch die Kontrolluntersuchungen zur Funktion der Validitätsskalen.

## Urheberrechte und Anwendungskontrolle
Die Rechte am VEI liegen beim Verlag Hans Huber, Hogrefe AG in Bern, die der amerikanischen Originalversion bei Psychological Assessment Resources in Lutz, Florida, USA. Das Testmaterial wird nur an Fachkräfte verkauft. Auch die Computer- und Faxauswertungen sind kostenpflichtig.

## Rezensionen in Fachzeitschriften
In den PSYNDEX Test Reviews, die für Individualbenutzer über PubPsych zugänglich sind, gibt es eine Rezension des VEI, in der das Verfahren ausführlich besprochen wird. Dort ist auch weitere Literatur zum VEI zu finden. Eine Kurzbesprechung, zusammen mit anderen Verfahren, erschien im Deutschen Ärzteblatt.